# Angelmar
Angelmar est le nom d'un vassal de Roger de Hauteville, premier comte normand de Sicile, mentionné par le chroniqueur italo-normand Geoffroi Malaterra. 

## Biographie
D'origine obscure mais vraisemblablement issu du duché de Normandie (ou du Nord de la France actuelle), Angelmar, issu d'un milieu modeste, réussit néanmoins à épouser Altrude, jeune veuve de Serlon, un neveu du comte Roger, mort héroïquement dans un guet-apens tendu par des Musulmans (1072). 
En Sicile, en 1081/1082, profitant de l'absence du comte rappelé sur le continent, il se révolte et s'empare de la cité de Geraci (près de Palerme), réussissant à gagner la confiance des habitants. La rébellion ne dure pas : dès 1082, Roger intervient rapidement à Geraci, obligeant Angelmar à fuir. Il sort de l'histoire à ce moment (exil volontaire, banni, exécuté ?). 
La même année, le fils aîné de Roger, Jourdain, se révolte contre son père en Sicile, profitant là aussi de l'absence de ce dernier, mais ne nous savons pas s'il y avait un lien avec la rébellion de Angelmar.

## Sources
- Gaufridus Malaterra, De Rebus Gestis Rogerii Calabriae Et Siciliae Comitis Et Roberti Guiscardi Ducis Fratis Eius (v. 1099)